# Dorothea Arnold (Ägyptologin)
Dorothea Arnold (geborene Schadewaldt; * 23. August 1935 in Leipzig) ist eine deutsche Ägyptologin.
Dorothea Arnold, Tochter des Klassischen Philologen Wolfgang Schadewaldt, studierte in München und Tübingen. In Tübingen wurde sie 1963 in Klassischer Archäologie promoviert. Danach nahm sie an Grabungen des Deutschen Archäologischen Instituts in Kairo teil. Ab 1985 arbeitete sie für das Metropolitan Museum of Art in New York. Von 1991 bis zu ihrem Ruhestand am 30. Juni 2012 war sie als Lila Acheson Wallace Curator in Charge Leiterin der ägyptischen Abteilung des Museums.
Arnolds Spezialgebiet ist vor allem die ägyptische Keramik, die in der deutschen Ägyptologie lange nur wenig Beachtung gefunden hatte. Im Metropolitan Museum organisierte sie zahlreiche Sonderausstellungen.
Arnold ist mit dem Ägyptologen Dieter Arnold verheiratet. Der gemeinsame Sohn Felix Arnold ist archäologischer Bauforscher.

## Veröffentlichungen (Auswahl)
- Die Polykletnachfolge. Untersuchungen zur Kunst von Argos und Sikyon zwischen Polyklet und Lysipp. (= Jahrbuch des Deutschen Archäologischen Instituts. Ergänzungheft 25). de Gruyter, Berlin 1969 (= Dissertation).
- als Herausgeberin: Studien zur altägyptischen Keramik. von Zabern, Mainz 1982, ISBN 3-8053-0415-3.
- mit Janine Bourriau: An introduction to ancient Egyptian pottery. von Zabern, Mainz 1993, ISBN 3-8053-0623-7.
- The Royal Women of Amarna. Images of Beauty from Ancient Egypt. Metropolitan Museum of Art / Abrams, New York 1996, ISBN 0-8109-6504-6; abrufbar über MetPublications.
- Die ägyptische Kunst (= Beck’sche Reihe. Band 2550. C. H. Beck Wissen). Beck, München 2012, ISBN 978-3-406-63213-6.